# Codices Latini Antiquiores
Codices Latini Antiquiores: a paleographical guide to Latin manuscripts prior to the ninth century (лат. и англ. «Древнейшие латинские кодексы — палеографический указатель латинских рукописей до IX века») — многотомное научно-справочное издание, осуществляемое с 1936 года Элиасом Эйвери Лоуи (1879—1969). Под его редакцией в 1936—1966 годах увидели свет 11 томов, в 1971 году вышел в свет дополнительный 12-й том, в 1982 году опубликован указатель, а в 1985 и 1992 годах были выпущены дополнения в журнале Mediaeval studies.

## Концепция издания
Элиас Лоуи, известный американский палеограф, окончил в 1903 году Принстонский университет, и в 1908 году защитил в Германии докторскую диссертацию на тему «Древнейшие календари из Монте-Кассино». Работая над диссертацией, он пришёл к выводу, что история латинской литературы известна значительно хуже, чем греческой, и крайне необходим сводный каталог, который бы позволил описать все сохранившиеся античные рукописи и фрагменты. На основании такого каталога возможно было бы определить важнейшие центры книжного производства, методы передачи древней культуры и эволюцию почерков и стилей письма.
Предложив концепцию издания в 1929 году, Лоуи смог выпустить первый том только к 1934 году, как из-за финансовых трудностей, так и из-за того, что рукописи были распылены практически по всем странам Европы. С 1933 года его главным помощником был известный немецкий палеограф Бернард Бишофф (1906—1991), который довёл работу до завершения после кончины её инициатора.

## Содержание
В справочнике содержится описание 1884 латиноязычных рукописей (как пергаментных, так и папирусных), неважно, сохранившихся целиком или фрагментарно. Исключались с самого начала деловые документы и т. п., в издании учитывались только духовные и светские литературные труды, а также юридические сочинения. Описанию каждой рукописи посвящён отдельный раздел, где описывается содержание рукописи, степень её сохранности, вид почерка, возможная датировка и место создания. Каждое описание сопровождается изображением страницы рукописи в масштабе 1:1 (изображения чёрно-белые). Всего в описанных рукописях содержится около 2000 текстов, в основном, фрагментарных или в извлечениях.

## Выводы по результатам исследования
Не сохранилось ни одной полной латинской рукописи, созданной до середины IV века; фрагменты, преимущественно, папирусные, найденные по результатам археологических раскопок. В период с 400 по 800 годов бо́льшая часть рукописей имела религиозное содержание, в VI и VII веках светские сочинения, вероятно, вообще не переписывались. По данным итальянских находок до III века кодексы не были распространены. С 400 года кодекс становится единственной формой книги и до 800 года наблюдается постепенное увеличение числа производимых книг. Несмотря на переселение народов и войны с Византией, итальянские монастыри успешно производили рукописи — почти исключительно богословского содержания — которые поставлялись во все страны христианской Европы до тех пор, пока там не появились свои библиотеки и скриптории. В Ирландии и Англии собственная книжная традиция явно проявилась около 650 годов, с 730-х годов — в Галлии, и только после 800 года — в Германии. Однако почти всё это касается религиозной литературы, переписывание языческих античных классиков не поддаётся стилистическому анализу по всему географическому и временному охвату, принятому в справочнике. Произведения не менее 14 классических авторов сохранились только в палимпсестах.

## Список томов
1. The Vatican City, Oxford 1934 (Codices Latini Antiquiores 1).
2. Great Britain and Ireland, Oxford 1935 (Codices Latini Antiquiores 2).
3. Italy. Ancona — Novara, Oxford 1938 (Codices Latini Antiquiores 3).
4. Italy. Perugia — Verona, Oxford 1947 (Codices Latini Antiquiores 4).
5. France. Paris, Oxford 1950 (Codices Latini Antiquiores 5).
6. France. Abbeville — Valenciennes, Oxford 1953 (Codices Latini Antiquiores 6)
7. Switzerland, Oxford 1956 (Codices Latini Antiquiores 7).
8. Germany. Altenburg — Leipzig, Oxford 1959 (Codices Latini Antiquiores 8).
9. Germany. München — Zittau, Oxford 1959 (Codices Latini Antiquiores 9).
10. Austria, Belgium, Czechoslovakia, Denmark, Egypt and Holland, Oxford 1963 (Codices Latini Antiquiores 10).
11. Hungary, Luxembourg, Poland, Russia, Spain, Sweden, USA and Yugoslawia, Oxford 1966 (Codices Latini Antiquiores 11).
12. Supplement, Oxford 1971 (Codices Latini Antiquiores 12).

- Index of scripts. Comp. by Rutherford Aris. Osnabrück: Zeller 1982.
- Addenda to Codices latini antiquiores. Bernhard Bischoff and Virginia Brown. Toronto, 1985 (reprint of Mediaeval studies 47, p. 317—366).
- Addenda to Codices latini antiquiores (II). Bernhard Bischoff, Virginia Brown, and James J. John. Toronto, 1992 (reprint of Mediaeval studies 54, p. 286—307).